# Parydra coarctata
Parydra coarctata är en tvåvingeart som först beskrevs av Fallen 1813.  Parydra coarctata ingår i släktet Parydra och familjen vattenflugor. Arten är reproducerande i Sverige. Inga underarter finns listade i Catalogue of Life.